# Lepidium altissimum
Lepidium altissimum är en korsblommig växtart som beskrevs av Karl Heinz Rechinger. Lepidium altissimum ingår i släktet krassingar, och familjen korsblommiga växter. Inga underarter finns listade i Catalogue of Life.